# Antinephele
Antinephele este un gen de molii din familia Sphingidae. 

## Specii
- Antinephele achlora - Holland, 1892
- Antinephele anomala - (Butler, 1882)
- Antinephele camerunensis - Clark, 1937
- Antinephele efulani - Clark, 1926
- Antinephele lunulata - Rothschild & Jordan, 1903
- Antinephele maculifera - Holland, 1889
- Antinephele marcida - Holland, 1893
- Antinephele muscosa - Holland, 1889